# Beb-gänga
Beb-gänga är en gänga som tidigare användes av Televerket för ebonit. Exempel på beteckning och dimensioner:
| Beteckning | Dy (mm) |
| 2Beb       | 1,6     |
| 3Beb       | 2,2     |
| ...        |         |
| 8Beb       | 4,3     |